# Plaza de la Independencia (Kiev)

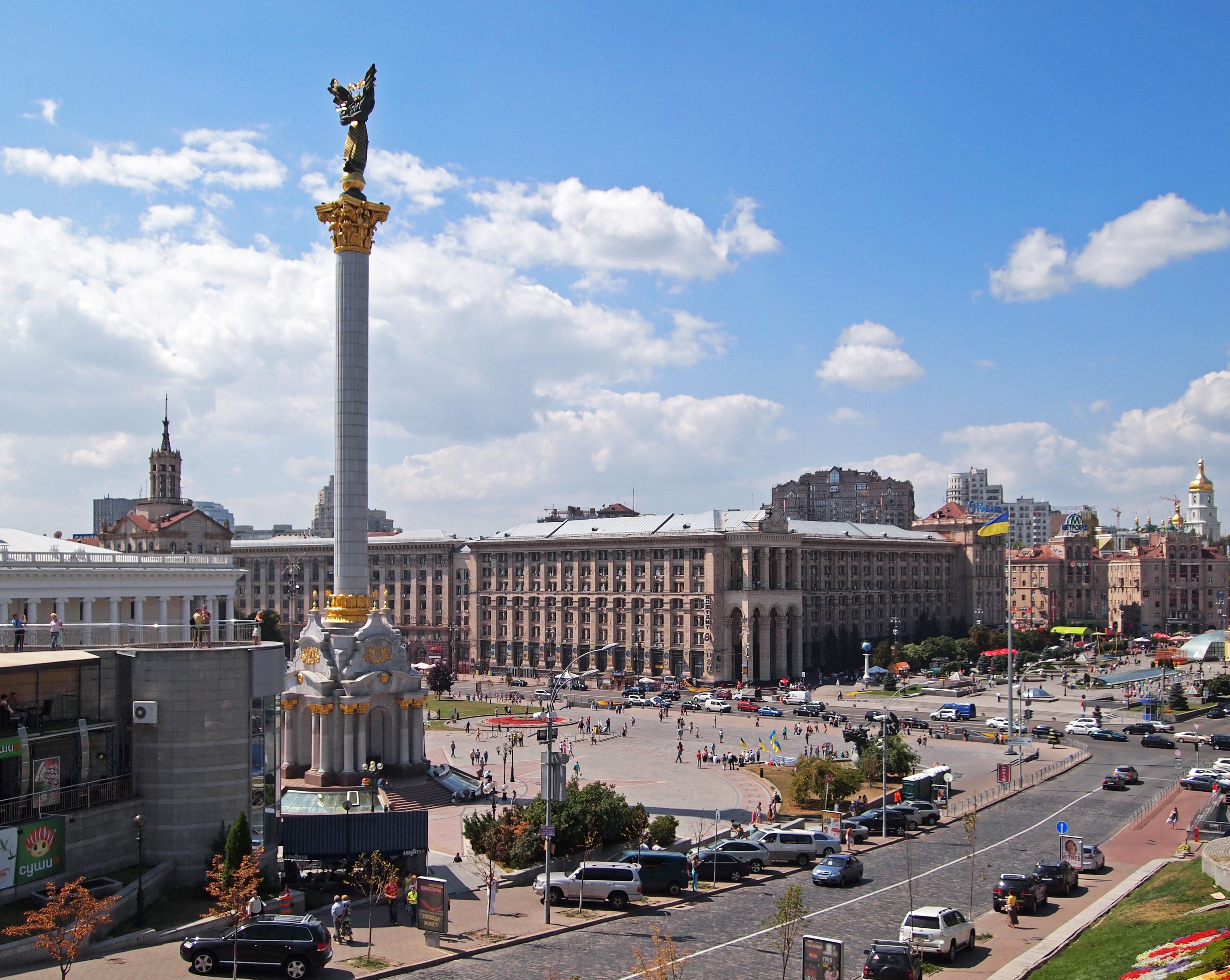
Imagen de la plaza en agosto de 2013

La plaza de la Independencia (en ucraniano: Майдан Незалежності, transl. Maidán Nezalézhnosti) es una plaza situada en la calle Jreshchátyk, en el centro de Kiev, Ucrania. A lo largo de los años, la plaza ha recibido varios nombres siendo Maidán (La Plaza) el más común tras la independencia de Ucrania en 1991.

## Etimología
"Maidán" se puede traducir literalmente del ucraniano como «plaza». La palabra procede, a través del idioma tártaro de Crimea,  del persa maidán o meydán, con el significado de «plaza» o «espacio desprovisto de construcciones».  Tras la secesión de la Unión Soviética, el lugar fue llamado "Nezalézhnist", nombre que conmemora la independencia del país tras el colapso de la Unión Soviética.

## Historia

### Del sigloXal Imperio ruso

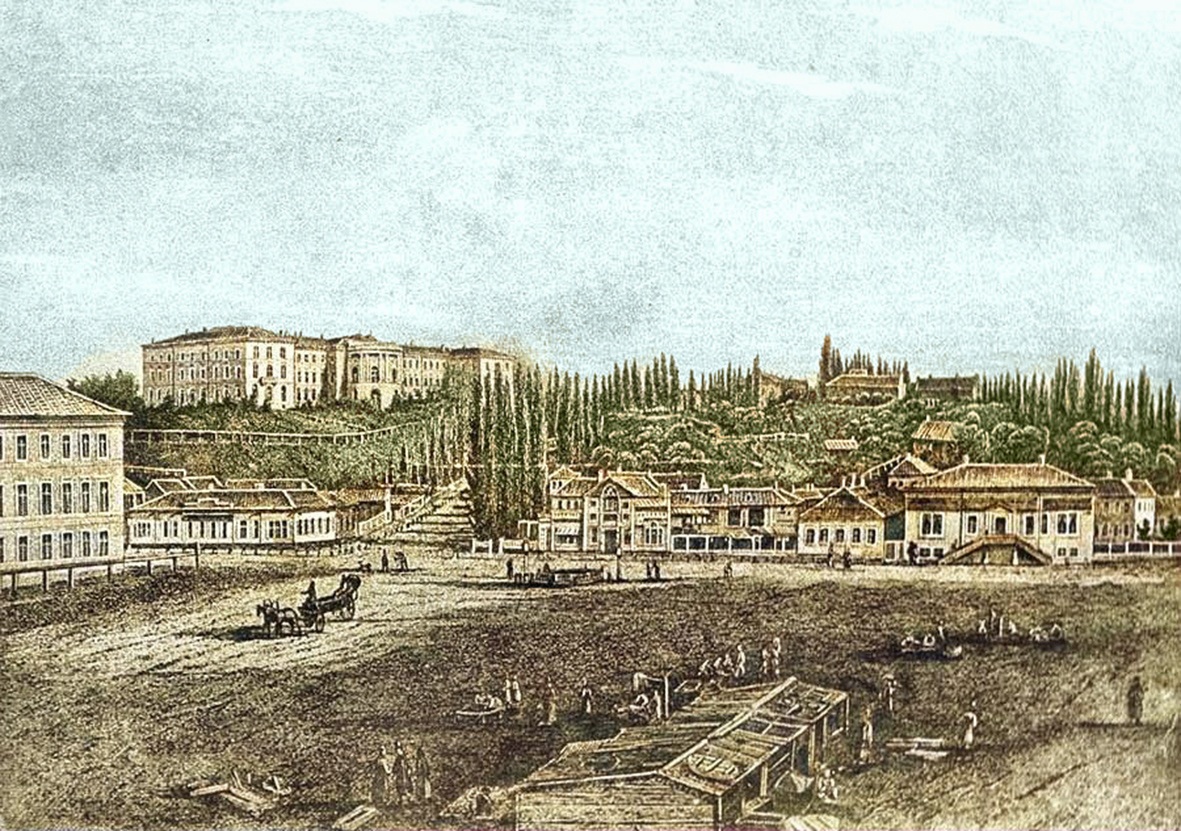
Plaza Khreshchatytsky (década de 1850)

Hasta el siglo X la plaza era conocida por los Jreshchátyk como Perevísyshch. La calle adyacente era la Sofiivska, la cual seguía hasta la gran ciudad donde se encontraban una de las tres puertas del Viejo Kiev (entonces Yaroslav): Lyadski vorota, las otras dos eran Zoloti y Zhydivski, las cuales fueron mencionadas por primera vez en 1151. En aquel entonces, residía un importante núcleo de polacos en Lacka Sloboda hasta que la puerta fue destruida por las hordas mongolas de Batu Kan en 1240.
Durante el siglo XVIII fueron erigidas las puertas Pecherski hasta el año 1833. A finales del siglo XVIII y a comienzos del siglo siguiente, la zona era un solar conocido como "Kozyne Boloto" (el pantano de la Cabra).
A partir de los años 1830 empezaron a levantarse las primeras edificaciones y durante los años 50 se construyeron los primeros edificios de piedra. En 1859 residió el novelista Tarás Shevchenko entre las calles Mala Zhytomyrska y Mijáilivska.
La plaza empezó a convertirse en el principal motor económico del centro de la ciudad tras el auge de la Revolución Industrial en el Imperio ruso. Hasta el año 1871, la plaza se llamó Jreshchátitskaya Ploshcha siendo un importante centro comercial y de entretenimiento. En 1876 se construyó la Duma por lo que la zona pasó a llamarse Dúmskaya (Plaza del Parlamento). A partir de 1894, la plaza tuvo conexión con una línea del Tranvía de Kiev (siendo la primera línea electrificada durante en el Imperio ruso).
En 1913 fue erigido un monumento en memoria del primer ministro: Piotr Stolypin, asesinado dos años atrás. No obstante, el monumento conmemorativo fue derruido en 1917 durante el inicio de la Revolución rusa.

### Años de la preguerra soviética
En 1919 volvieron a cambiar el nombre de la plaza por el de Soviétskaya hasta que en 1935 volvió a ser renombrada a Kalíninskaya en reconocimiento a Mijaíl Kalinin: Primer presidente del Sóviet Supremo de la Unión Soviética.

### Años de la posguerra
La plaza se vio perjudicada por los daños en el conflicto, por lo que durante los dos años siguientes de la posguerra tuvo que ser reconstruida de cero. Para la rehabilitación del lugar, levantaron edificaciones de arquitectura estalinista neoclásica. Algunos de los edificios levantados fueron la Oficina Central de Correos y el rascacielos de la Organización de Sindicatos de la Unión Soviética con un reloj en lo alto, el cual es una de las atracciones turísticas de la ciudad.
Entre 1976 y 1977 el lugar tuvo conexión con el metro a través de la línea 2 como parte de las obras metropolitanas. Tras la inauguración de la estación, la plaza volvió a ser rebautizada como Plóshchad Zhóvtnevoyi revolyutsii.
Durante la conmemoración del 60 aniversario de la Revolución, la plaza fue remodelada con varias fuentes en la zona.

### Independencia de Ucrania
En 1991 se declaró la independencia de Ucrania tras el colapso de la Unión Soviética y la plaza volvió a ser renombrada como Nezalézhnosti (Independencia), aunque también hubo otros nombres como el de Svobody (Libertad). Durante años, la población kievita al igual que a nivel nacional se ha referido a la plaza con el nombre alternativo, aunque el actual es el oficial.

### Obras de 2001
En 2001, la plaza fue el escenario principal para las manifestaciones en masa conocidas como "Ucrania sin Kuchma". Los planes para reconstruir la plaza por parte del [entonces] alcalde Oleksandr Omelchenko sin el consentimiento de los ciudadanos. Para prevenir la llegada de más manifestantes y medios de comunicación, se ordenó vallar los accesos al área.
Las obras afectaron el estilo antiguo de la plaza, entre las que se incluyen sus fuentes. Al acabar las obras, la opinión pública se vio dividida ante el nuevo aspecto del lugar. Sin embargo, otros monumentos como el Ki, Shchek y Joriv, las estatuas del Cosaco Mamai y el Arcángel Miguel (patrón de Kiev) no se vieron afectadas y a día de hoy continúan siendo monumentos reconocibles del centro moderno de la ciudad.

### Revolución Naranja

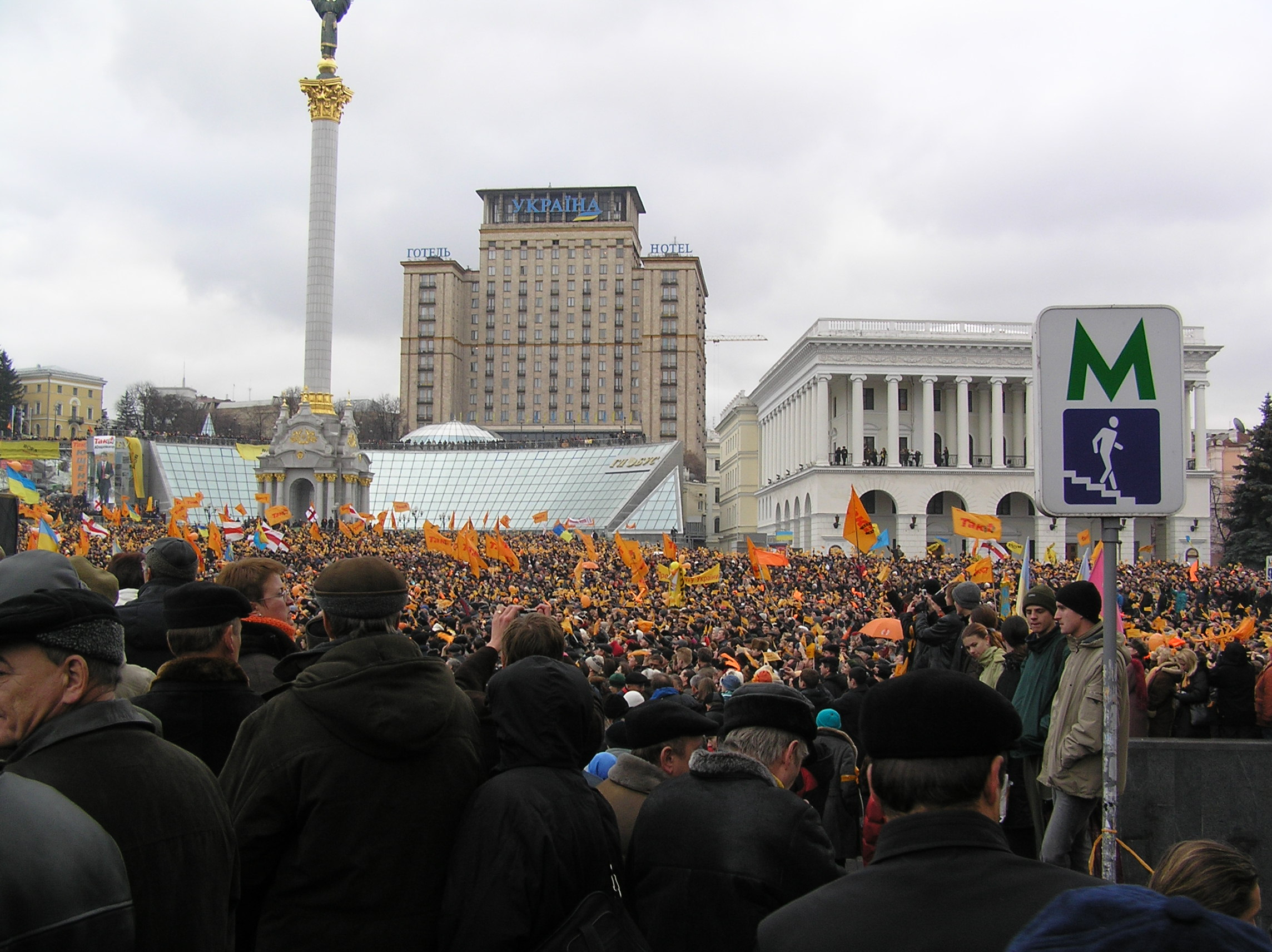
Imagen del primer día de la Revolución Naranja.

Tres años después, la plaza volvió a convertirse en el lugar elegido por los manifestantes. En aquella ocasión el motivo fueron las elecciones presidenciales de Ucrania de 2004 en el que los concentrados en el lugar protestaron contra el supuesto fraude electoral de los comicios en los que salió vencedor Víktor Yanukóvich en detrimento de Víktor Yúshchenko del Nasha Ukrayina, partido político conocido como "Naranja" y que dio nombre a la manifestación.
Durante semanas, los manifestantes estuvieron en la plaza a pesar del frío hasta que la Corte Suprema ordenó repetir el recuento dando como vencedor a Yúshchenko, el cual agradeció el apoyo a los ciudadanos congregados.

### Euromaidán

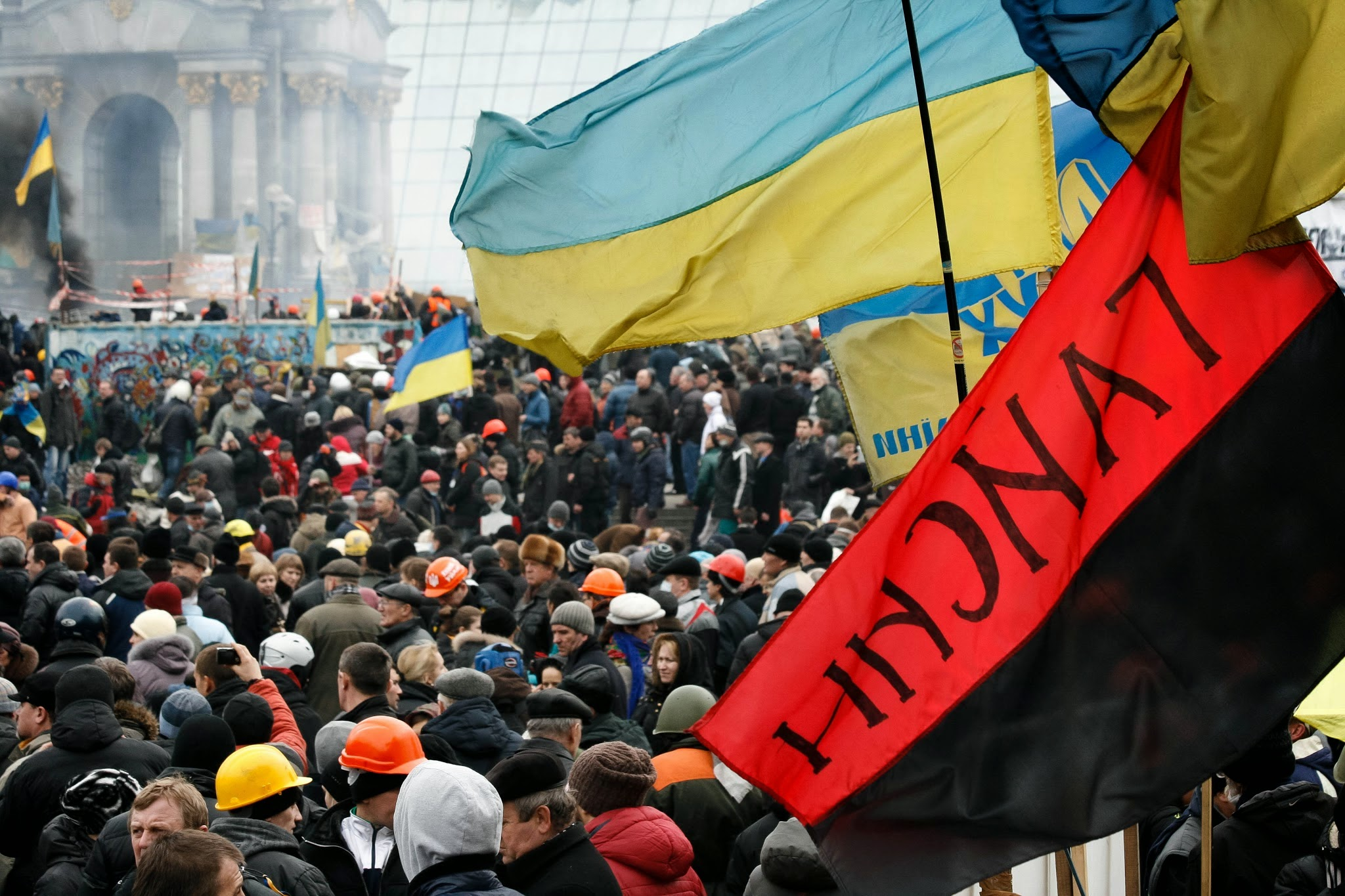
Manifestantes del Euromaidán en la Plaza de la Independencia de Kiev en febrero de 2014.

El 21 de noviembre de 2013 dieron inicio las manifestaciones europeístas (en ucraniano: ЄвроМайдан, también escrito como ЕвроМайдан), cuando los ciudadanos ucranianos comenzaron protestas espontáneas en Kiev. El día anterior, el 21 de noviembre de 2013, el gobierno de Ucrania suspendió la firma del Acuerdo de Asociación y el Acuerdo de Libre Comercio con la Unión Europea.
Inicialmente llevada a cabo por estudiantes universitarios, a las protestas se unieron amplios sectores de la población -descontentos con la, a su juicio, mala gestión del gobierno del Partido de las Regiones y los resultados de su política económico-social-, la oposición política; las iglesias ucranianas como, por ejemplo, la Iglesia ortodoxa ucraniana del Patriarcado de Kiev, exceptuando la Iglesia ortodoxa ucraniana del Patriarcado de Moscú; las organizaciones sociales.
La causa del malestar popular se debe a que la mayoría de la población ucraniana apoya las aspiraciones europeas: un 58,0% de los ucranianos apoya la asociación con la Unión Europea, mientras que sólo el 31% está en contra. Al mismo tiempo, un 45% apoya la firma de la asociación con la Unión Europea, mientras que sólo el 14% prefiere una asociación con Rusia. Muy pocas encuestas dan otros resultados, sin embargo unaafirmaba que la proporción era del 38% a favor de la asociación con Rusia y 37,8% a favor de la asociación con la Unión Europea.
La manifestación proeuropea reunió 1 millón de personas. Mientras que la manifestación contraria, apoyada, defendida y financiada por el gobierno (con pago de 200 hrv al día por participar, más gastos), solo reunió a 15.000 personas.